# Lijst van organisaties voor ex-moslims

De Zentralrat der Ex-Muslime, in januari 2007 opgericht in Duitsland, was de eerste van zijn soort.

Dit is een lijst van organisaties die ten doel hebben individuen te ondersteunen die de islam hebben verlaten.
| Naam                                                 | Opgericht | Regio                   | Noten                                                                |
| ---------------------------------------------------- | --------- | ----------------------- | -------------------------------------------------------------------- |
| Zentralrat der Ex-Muslime (ZdE)                      | 2007      | Duitsland               | Eerste ex-moslimorganisatie.                                         |
| Council of Ex-Muslims of Britain (CEMB)              | 2007      | Verenigd Koninkrijk     |                                                                      |
| Centraal Comité voor Ex-moslims                      | 2007      | Nederland               | Opgeheven in 2008.                                                   |
| Former Muslims United                                | 2009      | Verenigde Staten        |                                                                      |
| Initiative Ex-Muslime                                | 2010      | Oostenrijk              | Opgericht als Zentralrat der Ex-Muslime Österreich                   |
| Beweging van Ex-Moslims van België                   | 2011      | België                  |                                                                      |
| Association des ex-musulmans de Suisse               | 2012      | Zwitserland             | Opgericht door Kacem El Ghazzali.                                    |
| Atheist Republic                                     | 2012      | Wereld                  | Opgericht door Armin Navabi in Iran als "Iranian Atheists" op Orkut. |
| Atheist & Agnostic Alliance Pakistan                 | 2012      | Pakistan                |                                                                      |
| Ex-Muslim North Meetup Group                         | 2012      | Noord-Engeland          | Gevestigd in Bradford.                                               |
| Council of Ex-Muslims of Singapore                   | 2012      | Singapore               |                                                                      |
| Muslimish                                            | 2012      | Verenigde Staten        |                                                                      |
| Ex-Muslims of North America (EXMNA)                  | 2013      | Canada Verenigde Staten |                                                                      |
| Conseil des Ex-Musulmans de France (CEMF)            | 2013      | Frankrijk               |                                                                      |
| Council of Ex-Muslims of Morocco (CEMM)              | 2013      | Marokko                 |                                                                      |
| Ex-Muslims of Scotland                               | 2014      | Schotland               |                                                                      |
| Ateizm Derneği                                       | 2014      | Turkije                 | Eerste legale atheïstische organisatie in Turkije.                   |
| Faith to Faithless                                   | 2015      | Verenigd Koninkrijk     | Opgericht door Aliyah Saleem en Imtiaz Shams.                        |
| Platform Nieuwe Vrijdenkers                          | 2015      | Nederland               | Ondersteund door het Humanistisch Verbond.                           |
| Ex-Muslims of Norway                                 | 2016      | Noorwegen               |                                                                      |
| Atheist Alliance of the Middle East and North Africa | 2016      | MENA                    |                                                                      |
| Council of Ex-Muslims of Sri Lanka                   | 2016      | Sri Lanka               |                                                                      |
| Iranian Atheists & Agnostics                         | Onbekend  | Iran                    |                                                                      |
| Council of Ex-Muslims of New Zealand.                | Onbekend  | Nieuw-Zeeland           |                                                                      |
| Centralrådet ex-muslimer i Skandinavien              | Onbekend  | Scandinavië             |                                                                      |